# 황더빈
황더빈(黃德斌, 황덕빈, 영문명은 Kenny Wong, 1963년 4월 30일 ~ )은 중화인민공화국 홍콩 특별행정구의 남성 영화배우, 텔레비전 연기자, 가수, 광고 모델이다.

## 생애
무예에도 특기가 있는 그는 1982년 무협 광고 모델로 첫 데뷔하였고 1988년 텔레비전 드라마에서 연기자로 데뷔하였으며 이듬해 1989년 영화 《특경 90(特警 90)》으로 영화배우 데뷔하였다. 2011년에는 가수로도 데뷔하였다.

## 출연 작품
- 레이징 파이어
- 구룡성채: 무법지대 - 타이거 형 역

## 같이 보기
- 관리제
- 뤄자량